# الحرة الشرقية
حي الحرة الشرقية أحد أحياء المدينة المنورة وهي هضبة طويلة ممتدة شرقي المدينة، فيها مجموعة تلال، وفيها أراضٍ منبسطة، وسميت الحرة لأن جزءاً كبيراً من سطحها مغطى بالصخور والحجارة البركانية السوداء التي تجعلها شديدة الحرارة في الصيف. ويروى أنها سميت واقم نسبة إلى شخص أو جماعة من العماليق نزلوا فيها، كما يروى أن التسمية قصد بها الدلالة اللغوية لكلمة واقم وهي الحاجز، ففي القاموس وقمت الرجل عن حاجته إذا رددته. تشكل حرة واقم حاجزاً طبيعياً يحمي المدينة من شرقيها فمن الصعب إن لم يكن من المستحيل السير عليها. ولكنها لا تخلو من ممرات ضيقة وقابلة للحراسة.
ويرتبط اسم هذه الحرة بمعركة دامية وقعت عام 63هـ عندما خلع معظم أهل المدينة بيعة يزيد بن معاوية؛ فأرسل يزيد جيشاً بقيادة مسلم بن عقبة، وحفر الثائرون الخندق وتحصنوا خلفه، ونزل جيش عقبة في أدنى الحرة فأعطى الثائرين مهلة ثلاثة أيام ليعودوا إلى الطاعة ولهم الأمان، ولكنهم رفضوا واستطاعت مجموعة من فرسانه بقيادة مروان بن الحكم أن تتسلل من إحدى ثغرات الحرة غير المعروفة وتفاجئ المرابطين خلف الخندق، وكان هذا سبباً لانتصار جيش مسلم بن عقبة وحدوث مجازر دامية.

## السكان
هناك تنوع كبير في السكان في الحرة الشرقية أو كما تعرف بحي بني ظفر لكن التركيبة العظمى من السكان هم من بادية بني عمرو ومن جوارهم من بني عوف و بني سالم والمهاجرين من وادي الفرع وشرق المدينة وهم من قبائل حرب